# Rhynchosia volubilis
Rhynchosia volubilis är en ärtväxtart som beskrevs av João de Loureiro. Rhynchosia volubilis ingår i släktet Rhynchosia och familjen ärtväxter. Inga underarter finns listade i Catalogue of Life.

## Bildgalleri

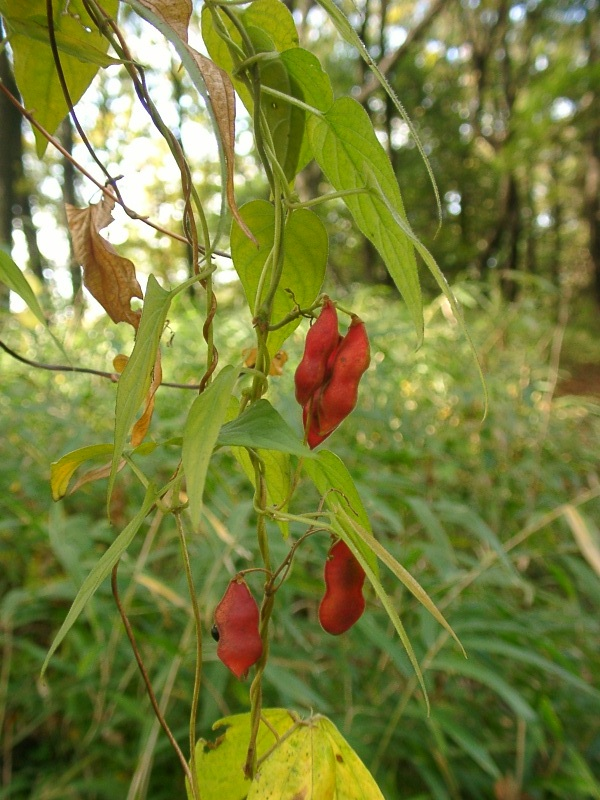
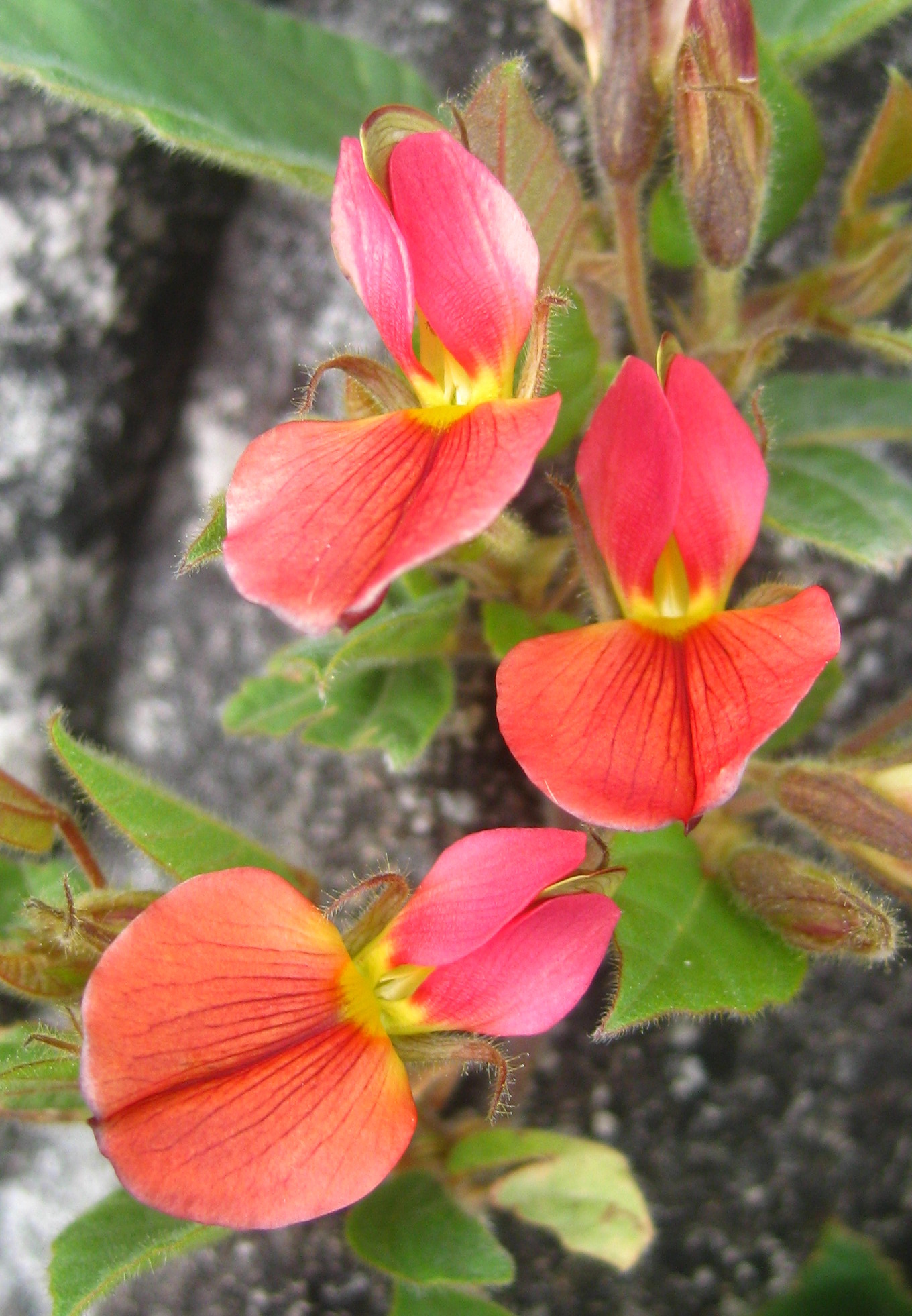
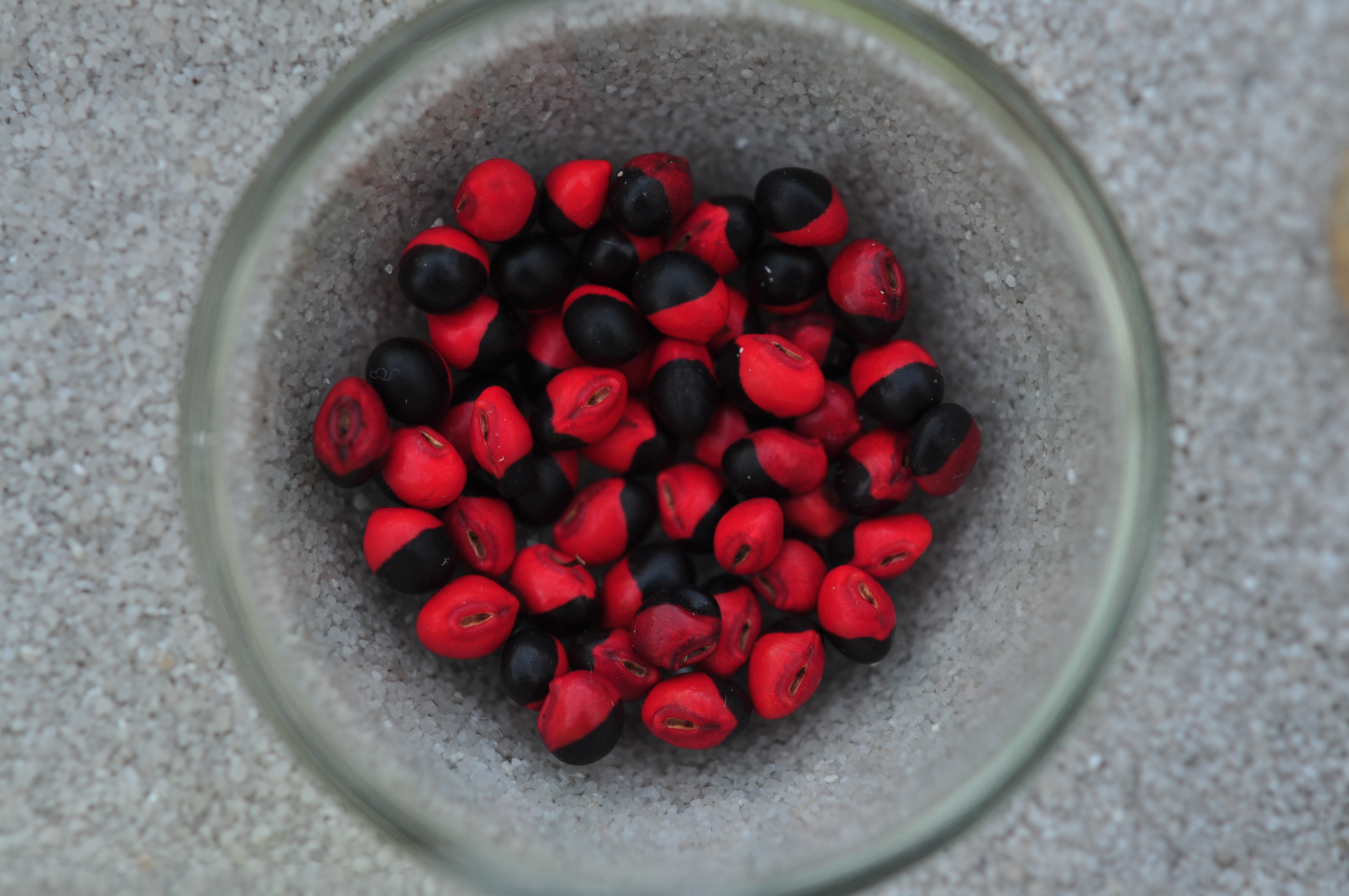